# Kensington (Isla del Príncipe Eduardo)
Kensington es un pueblo canadiense situado en la provincia de Isla del Príncipe Eduardo.

## Superficie
Kensington tiene una superficie de 3,17 km².

## Demografía
En 2021, tenía 1812 habitantes, una densidad poblacional de 571,6 hab./km², y 897 viviendas.